# Pieter Huys (advocaat)

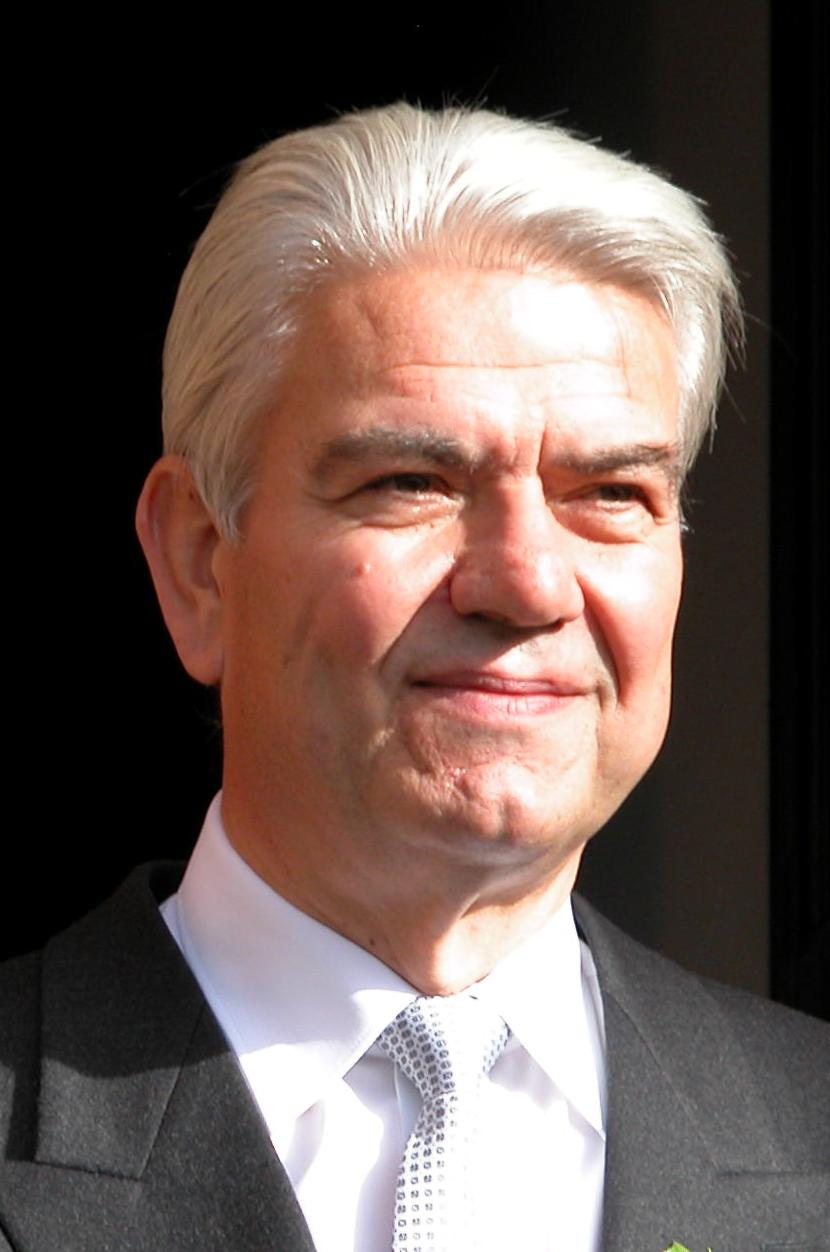
Pieter Huys in 2007

Pieter Huys (Menen, 29 juni 1947 - Brugge, 8 juli 2009) was een Belgisch advocaat, uitgever en publicist.

## Levensloop
Als een telg uit een Brugse handelaarsfamilie (veevoeders) volbracht hij zijn middelbare studies aan het Sint-Lodewijkscollege. Als doctor in de rechten van de Katholieke Universiteit Leuven (1970) en oud-student van het Europacollege, vestigde hij zich als advocaat in Brugge. Hij was vooral actief in het familierecht en trad in familiekwesties en -problemen vaak als bemiddelaar op. Dit bracht hem onder meer in contact met het Instituut Sint-Amandus in Beernem, waar hij als raadgever en vaak als bewindvoerder voor wilsonbekwame patiënten optrad. Hij was ook plaatsvervangend vrederechter van het Tweede Kanton Brugge.
Pieter Huys was praktiserend katholiek en een persoonlijke vriend van paus Johannes Paulus II. Zoals Mgr. Michel Schooyans het tijdens de uitvaart in zijn homilie uitdrukte: "Terwijl sommige van onze kerkleiders weinig animo hadden om hem te ontvangen, laat staan om naar hem te luisteren, vond Pieter een luisterend oor bij de Paus en werd menige keren aan zijn tafel ontvangen".

## Verenigingen

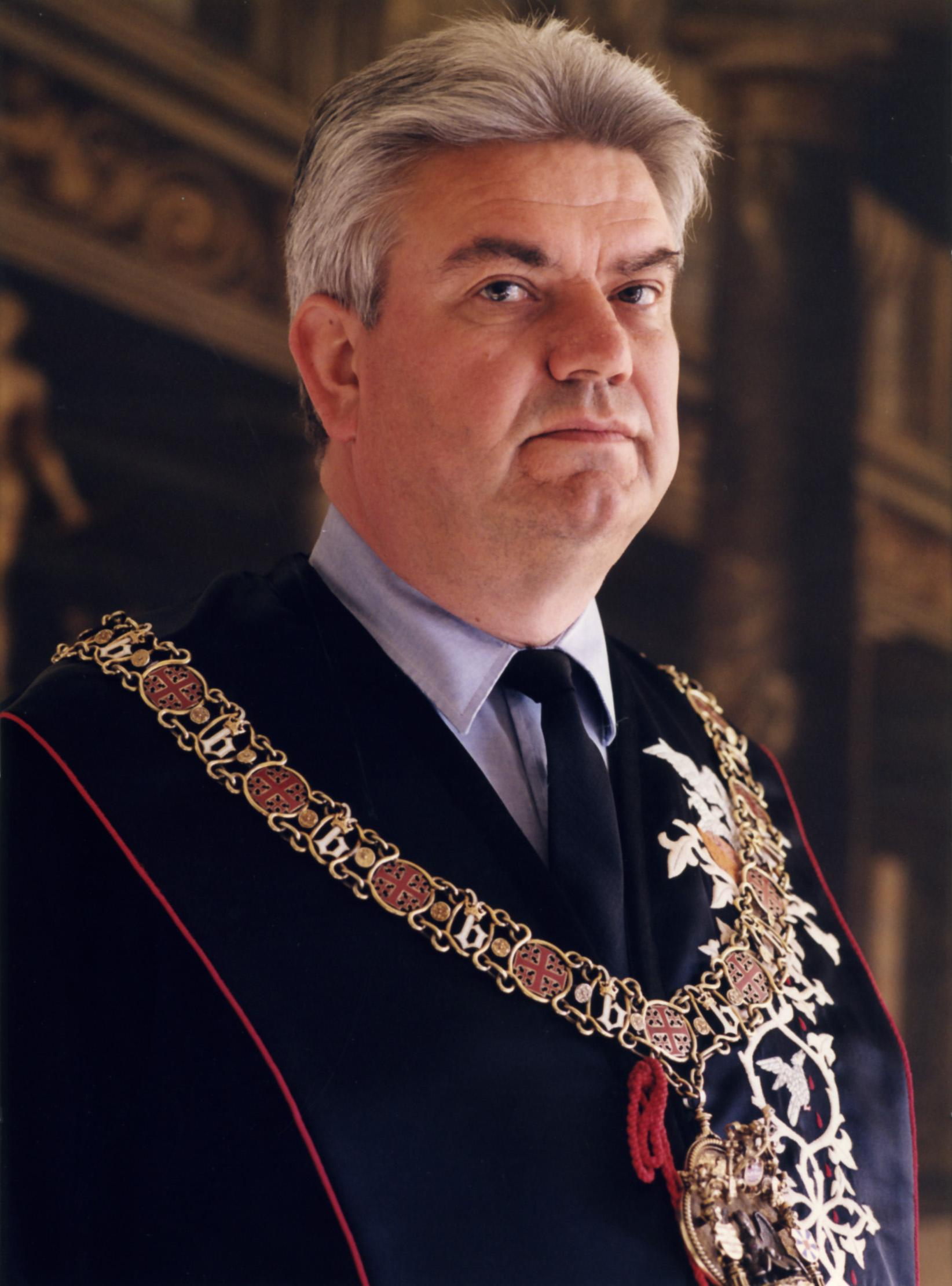
Pieter Huys, proost van de Edele Confrérie van het Heilig Bloed in Brugge.

Hij was juridisch adviseur van de Vlaamse hulporganisatie Moeders voor Moeders en voorzitter van de vzw Nieuwland, bestuurder van de vzw Godtsvelde (Kortemark) en van Natural Family Planning in Vlaanderen, een vrijwilligersvereniging rond natuurlijke geboortebeperking. De baby die op 3 november 2012 in de vondelingenschuif van Moeders voor Moeders in Borgerhout werd gevonden, kreeg de voornaam 'Pieter' als eerbetoon aan Pieter Huys en zijn collega-advocaat die voor de rechtszekerheid van de vzw hebben gezorgd.
Hij was ook voorzitter van de vzw Heilig Bloedprocessie, die in de schoot van de Edele Confrérie van het Heilig Bloed jaarlijks de processie organiseert en van de kerkfabriek van de parochie Heilige Franciscus van Assisië in Sint-Kruis bij Brugge. Hij was tevens 'wereldlijke vader' van de Brugse arme klaren.

## Woord en geschrift
Door zijn geschriften en activiteiten werd Pieter Huys een boegbeeld in Vlaanderen van de door de katholieke kerk vooropgestelde moraal en levenswijze en spoorde hij de lokale kerk aan deze levenregels te onderhouden en te prediken. Ook op het politieke vlak verdedigde hij zienswijzen waarbij hij zich liet inspireren door de ethiek van het "bonum commune" of algemeen welzijn. Hierdoor werd hij vaak als conservatief of rechts gesitueerd, kunstmatige hokjes waar hij zich niet zo thuis in voelde. Hij situeerde zich als een voorvechter van de waarheden en de tradities die de eeuwenlange geschiedenis van de christelijke gemeenschap en van de westerse beschaving hebben beheerst, en hield de Nederlandse wapenspreuk 'Je maintiendrai - Ik zal handhaven' in ere, overtuigd als hij was dat vooruitgang alleen mogelijk is door het vasthouden aan stevige en beproefde beginselen.
Pieter confronteerde ook graag zijn zienswijzen met die van anderen. In België deed hij dat binnen de 'Bonum Commune'-groep die hij oprichtte. Ook internationaal had hij vele contacten. Zo was hij o.m. lid van het Institut d'Etudes Politiques in Bendern (Liechtenstein), een groep rond prins en ambassadeur Nicolaas van Liechtenstein, waartoe veel internationale gelijkgezinden behoren, zoals Edwin Feulner, de president van de Amerikaanse Heritage Foundation.
In 1990 richtte hij het opinieblad Nucleus op. De medeoprichters waren de advocaten Jean-Pierre De Bandt en Fernand Keuleneer, de ondernemer Andries Van den Abeele, de journalist Paul Beliën en de Sorbonne-hoogleraar Claude Polin (1937-2018). Het werd een veel gelezen en geciteerd tijdschrift, waarin Pieter Huys elke maand uitgebreid zijn mening gaf over ethische problemen en kwesties alsook over politieke evoluties en toestanden, zowel in eigen land als internationaal. Hij gaf hierbij blijk van zijn grote belezenheid en eruditie en van de degelijkheid van zijn informatie. Hierdoor maakte hij van Nucleus een indrukwekkende politieke tribune, die al dan niet met zin of tegenzin door de opiniemakers werd gelezen. Hij publiceerde ook opinie-artikels in andere media. Volgens Huys weerde De Standaard echter sedert verscheidene jaren zijn bijdragen stelselmatig van de opiniepagina's. In 2007 zette Huys een samenwerking in met de Nederlandse groep en tijdschrift Bitter Lemon.
Op 20 april 2007 organiseerde hij voor de tweede maal een congres over politieke correctheid, waar Vlaamse intellectuelen en vakwetenschappers als Koenraad Elst en de hoogleraren Matthias Storme en Urbain Vermeulen spraken. Ook verschillende buitenlandse sprekers namen het woord, alsook de emeritus hoogleraar Mgr. Michel Schooyans.
Pieter Huys overleed onverwacht in zijn slaap op 62-jarige leeftijd. Hij was getrouwd met Lieve Maenhoudt. Ze hebben drie kinderen en drie kleinkinderen.

## Hulde
In januari 2010 verscheen het nummer 7 van de twintigste jaargang van Nucleus. Het is een huldenummer aan de stichter, meteen het laatste nummer van dit maandblad. De artikels, die allen Pieter Huys behandelen vanuit een bijzondere gezichtshoek, zijn van de hand van Daniel Trinquet, Andries Van den Abeele, Jean-Pierre de Bandt, Fernand Keuleneer, Paul Beliën en Claude Polin.

## Werken
- Pieter Huys, zeer talrijke en maandelijkse bijdragen in Nucleus (1990-2009)
- Pieter Huys (red.), Correctheid. Acta voor het congres georganiseerd door Nucleus en het Instituut voor de Studie van de Desinformatie Brugge, 20 april 2007, 92 p., ISBN 978 9080 784 50 5